# Amblyseius fletcheri
Amblyseius fletcheri är en spindeldjursart som beskrevs av Schicha 1981. Amblyseius fletcheri ingår i släktet Amblyseius och familjen Phytoseiidae. Inga underarter finns listade i Catalogue of Life.